# Величка (гмина)
Величка (пол. Wieliczka) — городско-сельская гмина (волость) в Польше, входит как административная единица в Величский повет, Малопольское воеводство. Население — 48 599 человек (на 2006 год).

## Демография
| Перепись                       | Всего   | Всего | Женщины | Женщины | Мужчины | Мужчины |
| ------------------------------ | ------- | ----- | ------- | ------- | ------- | ------- |
| Единицы                        | человек | %     | человек | %       | человек | %       |
| Население                      | 48 599  | 100   | 25 068  | 51,6    | 23 531  | 48,4    |
| Плотность населения (чел./км²) | 485,5   | 485,5 | 250,4   | 250,4   | 235,1   | 235,1   |

## Сельские округа
1. Бжеги
2. Бышице
3. Хоронгвица
4. Чарноховице
5. Добрановице
6. Гольковице
7. Гожкув
8. Грабе
9. Грабувки
10. Граюв
11. Янкувка
12. Яновице
13. Кокотув
14. Козмице-Мале
15. Козмице-Вельке
16. Ледница-Гурна
17. Мала-Весь
18. Метнюв
19. Павликовице
20. Подстолице
21. Рациборско
22. Рожнова
23. Серча
24. Струмяны
25. Сулкув
26. Сыгнечув
27. Следзеёвице
28. Венгжце-Вельке
29. Забава

## Соседние гмины
1. Гмина Бискупице
2. Гмина Добчице
3. Гмина Гдув
4. Краков
5. Гмина Неполомице
6. Гмина Сеправ
7. Гмина Свёнтники-Гурне